# Hypoxestus bituberculatus
Hypoxestus bituberculatus is een hooiwagen uit de familie Assamiidae.